# The Storm (film 1911)
The Storm è un cortometraggio del 1911 prodotto dall'IMP. Il nome del regista non viene riportato nei titoli.

## Produzione
Il film fu prodotto dall'Independent Moving Pictures Co. of America (IMP).

## Distribuzione
Il film uscì nelle sale il 13 aprile 1911, distribuito dalla Motion Picture Distributors and Sales Company.